# Estádio Goffert
O Goffertstadion é um estádio de futebol localizado em Stadionplein 1, cidade de Nimega, Países Baixos, foi inaugurado no ano de 1939 com uma remodelação em 2000, tem uma capacidade para albergar a 12 500 adeptos, a sua equipa local é o NEC Nijmegen da Eredivisie. Oficialmente é a propriedade da Prefeitura de Nimega.

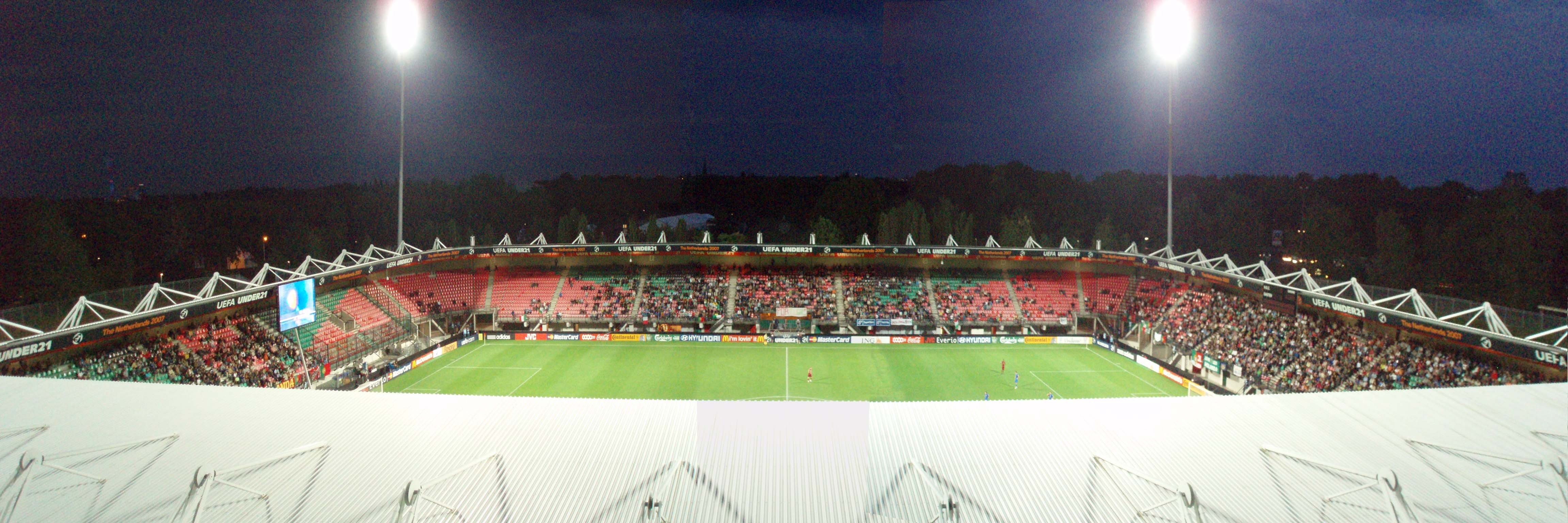
Panorámica do estádio.